# Peñón de los Baños

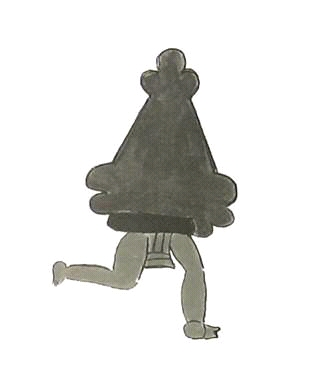
Glifo encontrado en los códices Azcatitlán y Mendoza del pueblo Peñón de los Baños que significa "pequeño cerro"

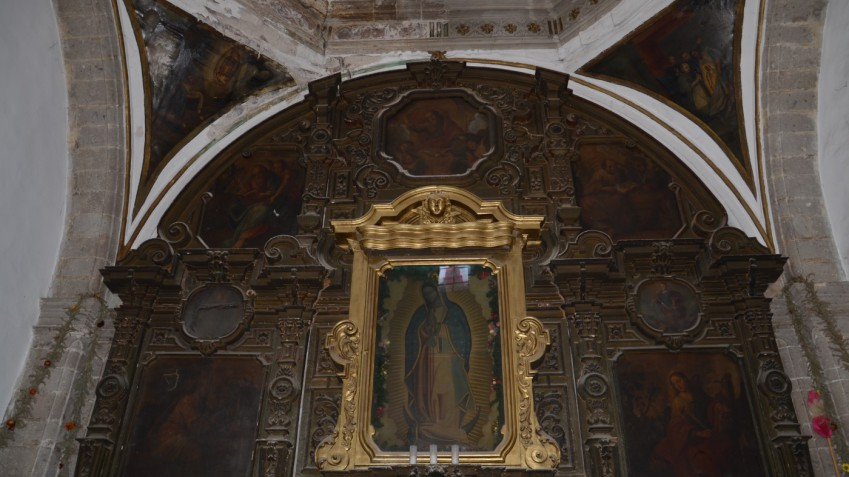
Capilla colonial de los conocida por Cristo del Peñón

El Peñón de los Baños es una formación rocosa situada al noreste de la alcaldía Venustiano Carranza (Ciudad de México) y es uno de los dos pueblos originarios de la demarcación.
Antes de la llegada de los conquistadores españoles en México, era un islote en el Lago de Texcoco, donde recorría el río Consulado hacia el norte pasando por la villa de Guadalupe y de ahí hacia Chapultepec, pero fue rápidamente unido a tierra firme cuando 40 años después de la toma de Tenochtitlan se iniciaron las obras arquitectónicas que darían lugar a la Ciudad de México, entre ellas la desaparición del propio lago. Otro camino de valor histórico es la avenida del Peñón, que recorría desde el cerro hacia Tlatelolco, ya que históricamente el poblado del Peñón era de Tlatelolco.
El Cerro del Peñón de los Baños era conocido en la época prehispánica como el “Tepetzinco” (Cerrito), zona de recreo y relajación por sus aguas termales por las clases gobernantes, como el Tlatoani Moctezuma, había construcciones ya que era considerado un lugar sagrado.
Ya aproximadamente en el siglo XVIII se construyó una capilla, al lado de donde brotaban las aguas termales. Actualmente aún permanecen un retablo dedicado a la Virgen de Guadalupe y una figura de pasta de caña de maíz, conocida como el “Cristo del Peñón”. A estos baños acudían personalidades como Maximiliano y Carlota, don Porfirio Díaz y don Manuel Romero Rubio, suegro de este último, quien remodeló la construcción creando fastuosas instalaciones, como habitaciones de caballo restaurante y salones para eventos, todo lo cual ha sido demolido.
El Pueblo Peñón era un sitio singular por tratarse de una formación rocosa predominante en un paisaje plano y en él existían manantiales de aguas termales que eran usados como baños con supuestas propiedades curativas. El peñón es famoso porque se trata de un sitio ocupado por homínidos prehistóricos. De hecho, en sus cercanías se encontraron los restos fósiles conocidos como la Mujer del Peñón, con una antigüedad de alrededor de 12,500 años (fechada en el año 2000 con el método de carbono-14).[cita requerida]
El sitio también es famoso porque fue visitado al inicio del siglo XIX por naturalistas destacados como Andrés Manuel del Río y el barón Alexander von Humboldt, quien analizó la composición mineral de sus aguas termales. Otros viajeros importantes tales como la marquesa Calderón de la Barca visitaron el lugar y describieron profusamente sus manantiales termales.[cita requerida]
En este sitio se recrea anualmente, como parte del folclore local, la batalla del 5 de mayo, que enfrentó al ejército mexicano con el francés y donde los franceses fueron derrotados. Actualmente se ubica a poco metros el Aeropuerto Internacional de la Ciudad de México y en él se localizan algunas de sus instalaciones de telecomunicaciones y radar.[cita requerida]
En el Pueblo Peñón de los baños nació, en los años 1950–1960, una tendencia a musicalizar los eventos sociales como bodas, quince años, etcétera. A estos se les llamó “Sonideros”. Uno de los primeros fue el “Sonido Arcoíris” de Pablo Perea; cuentan que viajaba mucho a varios países sudamericanos y Colombia en busca de novedades musicales para luego convertirlas en México en verdaderos éxitos, y por esa razón el Peñón de los Baños era conocido como “Colombia Chiquita”. Otro sonido icónico lo era “El Cristalito Porfis” de Porfirio Cabrera y muchos más que se fueron creando en varias colonias populares de la Ciudad de México a imitación de “Los Sonideros del Peñón”.[cita requerida]
Cabe mencionar que actualmente el Peñón de los Baños sigue contando con el servicio de los baños medicinales, haciendo de este pueblo un sitio digno de visitar.[cita requerida]

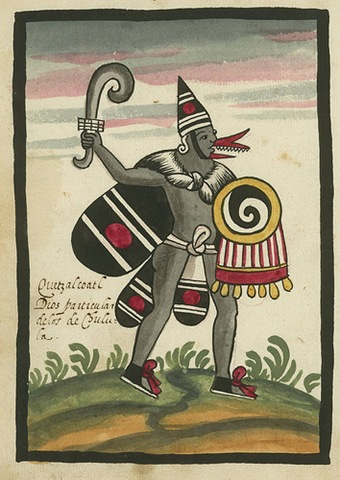
Imagen encontrada en el libro de la leyenda de copil

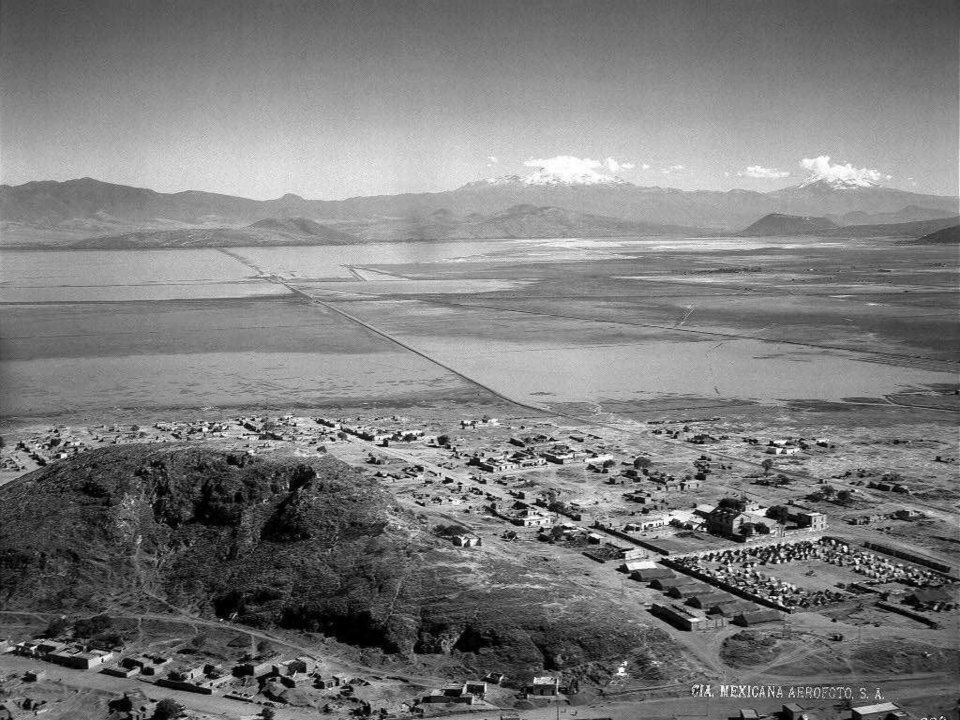
Lago de Texcoco rodeando al pueblo Peñón de los Baños

Además las costumbres folklóricas de su gente han seguido vivas hasta nuestros días, pasando de generación en generación, como un legado histórico que nos permite sentirnos parte de ese México antiguo que aún sigue presente en la gente de este lugar. Algunas de las costumbres de este pueblo son: el carnaval, que consiste en varios puntos, uno de ellos es la comunicación, dura aproximadamente cuatro días, borracheras largas, que empiezan un día y se siguen por semanas, se festeja cada año en el mes de febrero, se considera de origen cristiano y también se encuentran sus fiestas patronales de los tres barrios que duran casi una semana. También se encuentra la visita de los peregrinos que se dirigen hacia la Villa de Guadalupe el 11 de septiembre, y los pobladores les brindan posada y comida. Esta tradición tiene más de 50 años. Otra tradición es el Día de Muertos, cuando los pobladores van al panteón a visitar a sus familiares, acompañados de la música de banda, tríos y mariachi, norteña y en cada barrio del pueblo se ponen ofrendas donadas por los vecinos en el centro de los tres barrios.[cita requerida]
También fue en el cerro del Peñón de los Baños donde se originó la leyenda del Copal. Coatlicue tuvo dos hijos, Malinalxochitl y Huitzilopochtli. La primera fue abandonada por Huitzilopochtli en Malinalco, pero Malinalxochitl tuvo un hijo, de nombre Copili, que retó a su tío en el cerro del Tepetzinco o cerro del Peñón de los Baños. A Copili le sacaron el corazón y lo aventaron a algún lugar. En el lugar donde cayó creció un nopal con tunas y un águila se posaba devorando a una serpiente. Al verlo los mexicas y los sacerdotes, fue para ellos la señal de dónde se debería de construir la Ciudad de México-Tenochtitlan.[cita requerida]
Actualmente los baños funcionan aún, se ubican en la planta baja de los tres edificios de apartamentos en la calle de Puerto Aéreo n.º 46, entre la avenida Del Peñón y Oriente 37. Estas aguas están certificadas por la Universidad Nacional Autónoma de México. El jesuita Joseph de Acosta las señaló como entre las mejores del mundo,  por sus componentes y temperatura.[cita requerida]

## Festividades
Festividades religiosas en el Pueblo Peñón de los Baños
Se celebran tres festividades religiosas (por las iglesias que existen en el pueblo) y dos generales:
- La primera del año es el día 6 de enero, en la iglesia del barrio “Los Tres Reyes Magos“.
- La segunda, “El Carnaval del Peñón”, fecha variable.
- La tercera es la Pasión de Cristo, fecha variable.
- La cuarta es la de la iglesia del barrio “La Ascensión”, fecha variable.
- Por último, la de la iglesia del barrio “Nuestra Señora del Carmen”, el 16 de julio.
- En el mes de marzo se hace la caminata anual a La Villa, donde se invita al pueblo del Peñón.
- En septiembre llegan los peregrinos que se dirigen hacia La Villa, y el pueblo del Peñón les da posada y comida.
- Noviembre, el pueblo festeja a sus muertos, pone ofrendas en su casas y visita el panteón del pueblo con música dedicadas a sus familiares.
- Muerteada del Pueblo Peñón de los Baños
- En diciembre inician las clásicas posadas y se recorren las calles del pueblo.
- En diciembre también existe la tradición de los peregrinos que llegan por el Circuito Bicentenario - Río Consulado, donde el pueblo les da comida, café y ponche para su peregrinar.
- Peregrinación a Chalma

Estas fechas están determinadas con base en el Concilio de Nicea.
Festividades cívicas
- El 5 de mayo “La Batalla de Puebla” la cual llegó como una festividad prestada del estado de Puebla por personas originarias de este estado que llegaron a residir a este pueblo de la CDMX.

Se realiza una representación del general Zaragoza derrotando a las tropas de Napoleón III. Llena de un aire carnavalesco, donde los pobladores se caracterizan de soldados de ambas partes.
- El 16 de septiembre “La celebración del inicio de la Independencia”[1]